# Abbaye Saint-Jacques de Liège
Pour les articles homonymes, voir Abbaye Saint-Jacques.
 (mars 2014).
Si vous disposez d'ouvrages ou d'articles de référence ou si vous connaissez des sites web de qualité traitant du thème abordé ici, merci de compléter l'article en donnant les références utiles à sa vérifiabilité et en les liant à la section « Notes et références ».
L'abbaye Saint-Jacques de Liège était une abbaye bénédictine de la principauté de Liège fondée au XIe siècle. Dans la seconde moitié du XIIe siècle, les eaux de la Meuse furent canalisées au cœur du domaine afin d'en irriguer les vergers et d'actionner un moulin, avant de rejoindre le cours principal du fleuve. La reconstruction de l'abbaye fut commencée en 1420 pour se terminer en 1522.
En 1487, après le sac de Liège par Charles le Téméraire, on y signa la paix de Saint-Jacques qui codifie les lois et règlements du pays de Liège. L'abbaye de Saint-Jacques fut le centre d'un mouvement réformateur qui s'étendit en Allemagne, et qui aboutit à la création de la congrégation de Bursfelde, qui comptera une centaine de monastères bénédictins.
L'abbaye fut sécularisée et érigée en collégiale par un bref du pape Pie VI le 28 mai 1785. C'est dans ce bâtiment que l'on conservait les Chartes et les privilèges de la cité et où chaque année les bourgmestres nouvellement élus allaient prêter le serment de maintenir les franchises liégeoises.
La révolution supprima le chapitre de Saint-Jacques le 25 novembre 1797. Le cartulaire de l'abbaye de Saint-Jacques fut versé définitivement dans les collections du Dépôt des Archives de l'état à Liège. Après le concordat de 1801, la collégiale Saint-Jacques devint paroisse en remplacement de la collégiale Saint-Pierre de Liège démolie, et les cloîtres furent transformés en habitations privées.

## Historique
L'abbaye Saint-Jacques doit sa fondation à Baldéric II qui la fit commencer en 1016 et la place sous le patronage de saint Jacques. Elle fut achevée en 1021 par Walbode et confirmée en 1030 par Réginard. Sa reconstruction commencée en 1420 n'est terminée qu'en 1522 sous l'abbé Jean de Cromois. En 1538, l'abbé Nicolas Balis mit la dernière main et la consécration de la nouvelle église eut lieu en 1552. Le portail fait sur les dessins de Lambert Lombard, peintre liégeois, a été terminé en 1560. L'abbaye fut sécularisée et érigée en collégiale. C'est dans ce bâtiment que l'on conservait anciennement les Chartes et les privilèges de la cité et où chaque année les bourgmestres nouvellement élus allaient prêter le serment de maintenir les franchises liégeoises. Après le concordat de 1801, la collégiale Saint-Jacques devient paroisse et les cloîtres sont transformés en habitations privées. 
Elle a pour dépendance le Val-Saint-Lambert.

### Origines de l'abbaye
Cette abbaye doit sa fondation à l'évêque Balderic II, en souvenir de la bataille de Hoegaarden, lequel la fit commencer entre 1015-1016. Les comtes de Looz sont depuis 1016 avoués de l'abbaye de Saint-Jacques.
Baudry, fils de Louis De Loos, élu évêque de Liège en 1008, et qui eut guerre contre Lambert, Comte de Louvain, qu'il vainquit le 26 septembre 1010 fonda l'Abbaye de Saint-Jacques en rifle à Liège, pour y faire prier pour ceux de ses sujets qui avoient été tués dans le combat, il mourut le 29 juillet 1017;, avant que l'abbaye de Saint-Jacques fut achevée. II y fut enterré, et par la suite on lui éleva un tombeau de marbre au milieu du chœur. Gislebert et Arnoul, ses frères étaient présents à la fondation de l'Abbaye.

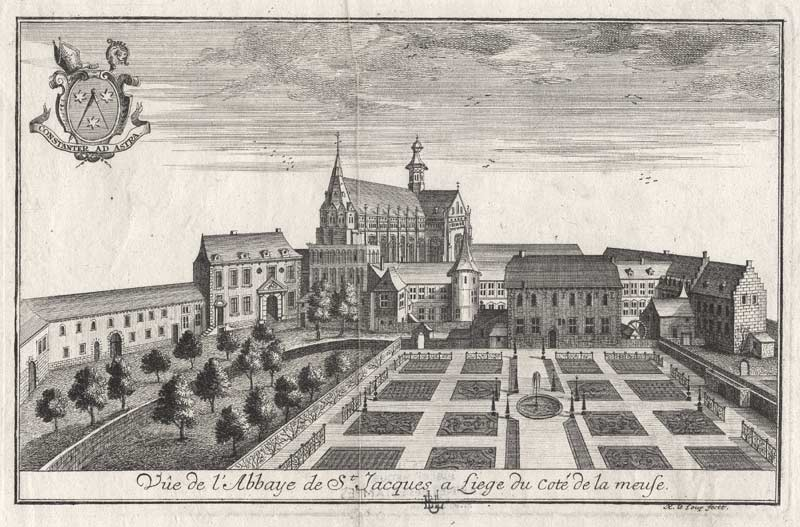
Gravure de l'abbaye Saint-Jacques en 1735, côté Meuse

L'abbaye bénédictine doit son édification à la position prise par le prélat dans la controverse ecclésiastique qui, au début du XIe siècle, oppose le clergé régulier au clergé séculier. Soucieux d'établir un équilibre entre ces deux modes de vie religieuse, Baldéric II décide de construire une abbaye à la pointe de l'île, concédée par l'évêque, située en marge de la cité. La construction est achevée en 1021 par Walbode et dédiée en 1030 par Reginard.
Dans les années 1055 et 1056, un moine de Saint-Jacques entreprit un voyage à Compostelle pour en rapporter une relique du saint patron de son abbaye, un document écrit une cinquantaine d'années plus tard, relate ce périple. Ces relations vont d'ailleurs se perpétuer puisqu'en 1114, un chanoine de Compostelle est à Liège pour assurer les relations entre les deux abbayes et apporte de nouvelles reliques de Saint-Jacques. Compostelle va devenir au Moyen Âge un des pèlerinages expiatoires et judiciaires de Liège.
Sous l'abbé Drogon, dans la seconde moitié du XIIe siècle, un bief ou rivelette est aménagé. S'engouffrant sous un årvô les eaux de la Meuse sont canalisées au cœur du domaine afin d'en irriguer les vergers et d'actionner un moulin, avant de rejoindre le cours principal du fleuve. Lors des fouilles de 2001, des tronçons d'arcades ont été découverts sous des bâtiments de la place Émile Dupont.[réf. nécessaire] En 1369, un incendie atteint le réfectoire, le quartier abbatial et une partie du dortoir. Entre 1372 et 1393, l'abbé Nicolas du Jardin rénove l'hôpital.
En 1487, après le sac de Liège par Charles le Téméraire, on y signe la paix de Saint-Jacques qui codifie les lois et règlements du pays de Liège.
L'abbaye de Saint-Jacques est le centre d'un mouvement réformateur qui s'étend en Allemagne, et qui aboutit a la création de congrégation de Bursfelde, qui va compter une centaine de monastères bénédictins.[réf. nécessaire]

### Le domaine primitif
Les données du chroniqueur de l'abbaye, le prieur Renier, permettent de connaitre l'évolution du domaine primitif de l'année 1015 date de la fondation de l'abbaye et de sa première dotation, et celle du 16 mai 1209, date à laquelle les émissaires du pape, devant la situation lamentable du monastère, décidèrent à disperser la communauté et liquider une partie de ses biens pour éteindre les dettes.
Les abbés de Saint-Jacques portaient les marques pontificales en vertu du privilège que le pape Innocent V leur avait accordé le 9 octobre 1246 à la suite de la demande que le chapitre de Saint-Lambert lui avait adressée le 25 juillet 1245 afin que ces prélats pussent suppléer au besoin les évêques de Liège en cas d'absence des abbés de Lobbes qui exerçaient de plein droit les fonctions épiscopales lorsque l'évêque n'était pas à Liège.

### Les Paroisses et domaines de Saint-Jacques
- Bassenge, Roclenge, Boirs, Mall, Ében-Émael, Hanret
- Eykelberghe, Donceel, Roloux, Ligney, Eliksem, Horpmaal, Vechmaal, Velroux
- Yernawe, Warfusée, Saint-Georges
- Celles, Ferme, Termogne, Ligney
- Seraing, Jemeppe

### Reconstruction

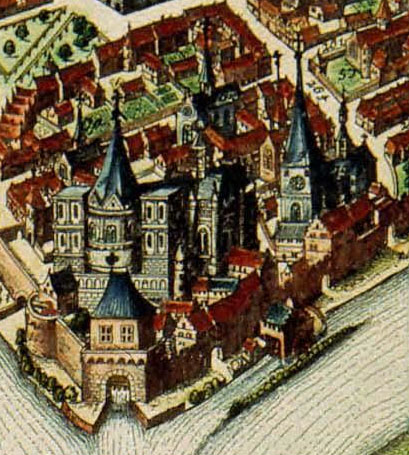
L'abbaye de Saint-Jacques vers 1642, à l'arrière gauche le couvent des Sœurs grises, à l'arrière droit, le couvent des Clarisses, et à droite Beaurepart

Sa reconstruction commencée en 1420 ne fut terminée qu'en 1522 sous l'abbé Jean de Cromois. En 1538 l'abbé Nicolas Balis y mit la dernière main et la consécration de la nouvelle église eut lieu en 1552. Le portail Renaissance ajouté en 1558 est attribué à Lambert Lombard. 
Gilles Lambrecht élu en 1611 mourut le 2 juin 1646 âgé de 85 ans après 35 années de prélature. Il fit placer une pierre commémorative en l'honneur de Baldéric II (elle existe encore dans le transept droit de l'église). Au point correspondant du transept gauche une autre pierre rappelait la mémoire de l'évêque Réginard,.

### Siège des bourgmestres et des archives communales
L'abbaye fut sécularisée et érigée en collégiale par un bref du Pape Pie VI le 28 mai 1785. On y conservait anciennement les Chartes et les privilèges de la Cité de Liège.
Sa basilique est le siège officiel où les bourgmestres de la ville juraient de maintenir les franchises de la cité. Deux bourgmestres venaient prêter serment le 24 juillet, veille de la fête de saint Jacques le Majeur. Le monastère conservait les archives communales.
Le cartulaire de l'abbaye de Saint-Jacques est versé définitivement dans les collections du Dépôt des Archives de l'état à Liège, le chartrier a vécu sans histoire jusqu'au bombardement de Noël 1944, un V1 allemand éparpilla les chartes les mêlant aux documents voisins. Certaines enveloppes disparurent mais heureusement la collection, reclassée, est demeurée intacte et complète.

### Dislocation de l'abbaye
Du 3 au 18 mars 1788 sont vendus 1 178 livres de la bibliothèque au profit des prisonniers.
La révolution supprima le chapitre de Saint-Jacques le 25 novembre 1797.
Après le concordat de 1801, la collégiale Saint-Jacques est devenue église primaire et les cloîtres ont été transformés en habitations particulières. 
À la fin du XIIIe siècle, le Marquis de Sainte-Croix loue un hôtel avec cour et jardin appartenant à l'abbaye de Saint-Jacques, paroisse de Saint-Nicolas Au-Trez, hôtel de maître joignait d'un côté l'église Saint-Nicolas et de l'autre l'abbaye de Beaurepart. Il y reçoit Velbrück en 1782. Cet hôtel est vendu par l'abbaye le 20 mai 1791[réf. nécessaire] au Duc de Montmorency, déjà propriétaire du château de Modave, au prix de 40 000 florins Brabant.

## Aspects architecturaux et culturels

### Bâtiments abbatiaux
- Des bâtiments abbatiaux démolis en 1873 et 1890, il ne reste qu'une construction du XVIIIe siècle, occupée par les dames de Marie-Réparatrice.
- La bibliothèque fut vendue et dispersée en mars 1788[1].

### Trésor de l'abbaye
Si la châsse de Saint-Jacques n'a pas survécu à la révolution, très peu de sources permettent de se faire une idée précise du trésor de Saint-Jacques : une liste de reliques d'un autel de la fin du XIe siècle (aujourd'hui à la Bibliothèque du Gotha), une mention de la consécration d'un autel en 1206, le don d'un reliquaire en 1469, et un commentaire de Saumery au XVIIIe siècle, il subsiste néanmoins un objet intéressant de ce trésor de l'abbaye : une boite à relique arabe.
Il s'agit d'une boite ovale miniature en argent niellé, de production espagnole munie de l'inscription d'une bénédiction divine en caractères arabes datée du Xe-XIe siècle. Elle pourrait avoir été rapportée par le moine Robert qui fit en 1056 le pèlerinage de Compostelle avec comme souhait de ramener des reliques de Saint-Barthélemy, Saint-Jacques-le-Mineur (mayeur de Compostelle), Saint-Pancrace et Saint-Sébastien. Reçu par le roi de Galice le 7 avril, jour de Pâques, il rapporte triomphalement ces précieuses reliques le 13 mai à l'abbaye. Cette boite aurait pu servir de translation. La découverte d'une copie d'une authentique d'autel daté de 1056, attestant que, ramenées de Compostelle, des reliques ont été incluses dans un autel de l'abbatiale permet d'étayer cette hypothèse.
Selon les documents du XIIIe siècle, un bras de Saint-Jacques ferait partie des reliques de l'abbaye. Notons qu'une recherche récente relève trois bras à Troyes, l'un à l'abbaye Notre-Dame hors-les-murs, l'autre à Saint-Étienne et le troisième à l'Hôtel-Dieu-le-Comte, un à l'abbaye de Saint-Denis, un à la Cathédrale de Nevers, un à la cathédrale de Langres, un à l'abbaye Saint-Jacques de Liège, un à Wurtzbourg et un à la basilique San Crisogono de Rome. Peu importait, ce que cherchait le pèlerin du Moyen Âge était un lieu de dévotion, le plus proche possible alors qu'il lui restait peu de temps à vivre. L'église a sagement réglé le problème de l'authenticité en déclarant que seule comptait la force et la sincérité du pèlerin.

## Liste des abbés de Saint-Jacques
- 1019-1048 : Olbert de Gembloux
- 1048-1066 : Albert
- 1066-1076 : Etienne
- 1076-1095 : Robert
- 1095-1112 : Etienne II
- 1112-1134 : Olbert II
- 1134-1138 : Etienne III
- 1138-1150 : Elbert (abdication)
- 1150-1155 : Etienne IV (abdication)
- 1155-1173 : Drogon
- 1173-1185 : Hugues (abdication)
- 1185-1188 : Herman I
- 1188-1197 : Gosuin
- 1197-1197 : Gerard I de Gange (abdication)
- 1197-1201 : Hugues (réélu) (abdication)
- 1201-1202 : Theodoric I (abdication)
- 1202-1209 : Henri I de Jupille (abdication)
- 1209-1229 : Waselin (abdication)
- 1229-1230 : Theodoric II
- 1230-1248 : Jean I
- 1248-1283 : Michel I
- 1283-1301 : Guillaume I de Jullemont
- 1301-1305 : Michel II (abdication)
- 1305-1316 : Guillaume II de Bever
- 1316-1342 : Henri Cosins (abdication)
- 1342-1351 : Jean II Poilhon
- 1351-1361 : Gerard II d’Awans
- 1361-1372 : Helin de Meffe
- 1372-1393 : Nicolas I du Jardin
- 1393-1401 : Bertrand de Vivegnis (meurt de la peste)
- 1401-1408 : Jean III Sordelhe (déposé par Jean de Bavière)
- 1408-1436 : Renier de Heyendael
- 1436-1470 : Rutger de Blœmendael
- 1471-1474 : Conrard du Moulin
- 1474-1483 : Arnold van den Brecht (meurt de la peste)
- 1483-1500 : Gerard III de Halin
- 1500-1506 : Servais Moëns
- 1506-1525 : Jean de Cromois
- 1525-1551 : Nicolas II Balis
- 1551-1583 : Herman II Rave
- 1583-1594 : Leonard Gerardi
- 1594-1611 : Martin Fanchon
- 1611-1646 : Gilles I Lambrecht
- 1646-1647 : Gilles II Dozin
- 1647-1674 : Gilles III de Brialmont
- 1674-1695 : Hubert Hendrice
- 1695-1703 : Nicolas III Bouhon
- 1703-1708 : Benoît de Slins
- 1708-1709 : Joseph Doïen
- 1709-1741 : Nicolas IV Jacquet
- 1741-1763 : Pierre Rennotte
- 1764-1781 : Antoine Maillart
- 1781 : Auguste Renardy, dernier abbé de Saint-Jacques. Il demanda et obtint la sécularisation du pape Pie VI.